# Ptilotrigona pereneae
Ptilotrigona pereneae är en biart som först beskrevs av Schwarz 1943.  Ptilotrigona pereneae ingår i släktet Ptilotrigona och familjen långtungebin. Inga underarter finns listade i Catalogue of Life.